# جودیت آرلن
جودیت آرلن (انگلیسی: Judith Arlen; ۱۸ مارس ۱۹۱۴ – ۵ ژوئن ۱۹۶۸) هنرپیشه اهل ایالات متحده آمریکا بود. او خواهر بزرگ‌تر ان رادرفورد بود.

## گزیده فیلم‌شناسی
از فیلم‌ها یا برنامه‌های تلویزیونی که آرلن در آن نقش داشته‌است، می‌توان به آثار زیر اشاره نمود.
- جوان و زیبا (۱۹۳۴)